# Marnie McBean
Marnie Elizabeth McBean (28 de enero de 1968 en Vancouver, Columbia Británica) es una remera canadiense.

## Biografía
Se licenció en la Universidad Occidental de Ontario, y compitió en los Juegos Olímpicos de Barcelona 1992 en la especialidad de doble coxless y en el ocho de su país, ganando en ambos casos la medalla de oro.  En los Juegos Olímpicos de Atlanta 1996 compitió en el doble scull y también en el cuatro scull, siendo campeona nuevamente en el doble, aunque fue relegada al tercer puesto en el cuatro.
Junto a su compañera Kathleen Heddle fueron las primeras canadienses en ganar tres oros olímpicos. También ganó una medalla de plata en el Mundial de Remo de 1993.
En los Juegos Olímpicos de Sídney 2000 representó a su país en el scull individual, pero después de viajar a Australia se lesionó y tuvo que renunciar a participar. La lesión requería una operación y McBean decidió retirarse.
En 1997 fue incluida en el Salón de la fama del deporte canadiense. En 2002 obtuvo la medalla Thomas Keller, premio otorgado por la FISA por su carrera internacional. En 1997 ganó la Medalla al Mérito, y en 2013 se convirtió en oficial del Orden de Canadá.